# Benerito
Benerito es una localidad de la región del Yuma en la República Dominicana, perteneciente a la Provincia La Altagracia, que se encuentra a aproximadamente 35 KM  de la ciudad de Salvaleón de Higüey. Según la Alcaldía de su municipio, Benerito constituye uno de sus parajes.
Es una zona próxima a la región de Bayahíbe. La actividad económica principal de Benerito es la agricultura.
Cuenta con dos centros educativos, uno de los niveles inicial y básico y otro del nivel medio, además del Centro Educativo Comunitario Los Angelitos de Benerito, Un destacamento Policial, Un Centro de Atención Primaria en Salud y un Centro Comunal bajo la dependencia de un Alcalde pedáneo, cargo ocupado en la actualidad por Gervacio Berroa.
Benerito es una comunidad habitada, sobre todo, por individuos de escasos recursos. Su población no es tan numerosa y, en uno de sus barrios, convive un gran número de nacionales haitianos. Esta región es conocida con el nombre de Haití Chiquito, o Haití Chiquitico.

## Etimología
Según cuentan antiguos moradores nativos de  Benerito, era el nombre de un señor que vivía en esas tierras muchos años atrás. Otros, por su parte, entienden que su nombre tiene raíces cristianas: Benerito, de Benedicto. Aluden el hecho de que su nombre se debe al nombre de un líder católico.

## Barrios
- El Centro
- La Lechoza
- Vallestero
- Cañada de la Jina
- Haití Chiquitico
- Padre Nuestro
- El Junco
- Junco de Don Cruz

## Generaciones familiares
Como suele suceder en localidades poco habitadas, entre los moradores de Benerito existen ciertas generaciones familiares que han estado en la localidad a lo largo de décadas. Entre estas, figuran las familias Rijo, Calletano, Martínez y Berroa.